# Dragonera
La Dragonera és una illa de l'arxipèlag baleàric. Està situada l'oest de Mallorca, davant el port de Sant Elm, i administrativament pertany al terme d'Andratx. Té una superfície de 288 hectàrees, amb una longitud màxima de 3.700 metres, una amplària màxima de 780 metres i una altitud màxima de 360 m, i és la sisena de les Illes Balears, per darrere de Cabrera i per davant l'Espalmador.
Actualment, és propietat del Consell Insular de Mallorca i constitueix un Parc Natural.

## Relleu
Té un relleu accidentat i una costa escarpada, particularment els penya-segats de la costa nord. L'altitud màxima de l'illa és de 360 metres al cim anomenat na Pòpia, antigament coronat per una torre i on més tard es va construir el primer far de l'illa.
Pel que fa a cales, el port principal és Cala Lledó, i a l'est hi ha una altra cala important, Cala Llebeig. El cap de Llebeig, situat al punt més meridional, té 128 metres d'altitud, i hi ha un far i una torre. El freu que hi ha entre la Dragonera i Mallorca supera els 20 metres de profunditat.

### Itineraris
Es pot arribar a la Dragonera per mitjà d'un servei privat de barca que surt del port de Sant Elm (20 minuts). A l'illa, el Consell té senyalitzats quatre itineraris:
- Itinerari de na Miranda: volta pels antics camps de conreu de Cala Lledó
- Itinerari del far de Tramuntana: de Cala Lledó al far de Tramuntana
- Itinerari del far Vell: pujada fins al cim de na Pòpia
- Itinerari del far de Llebeig: de Cala Lledó fins al far de Llebeig

## Nom

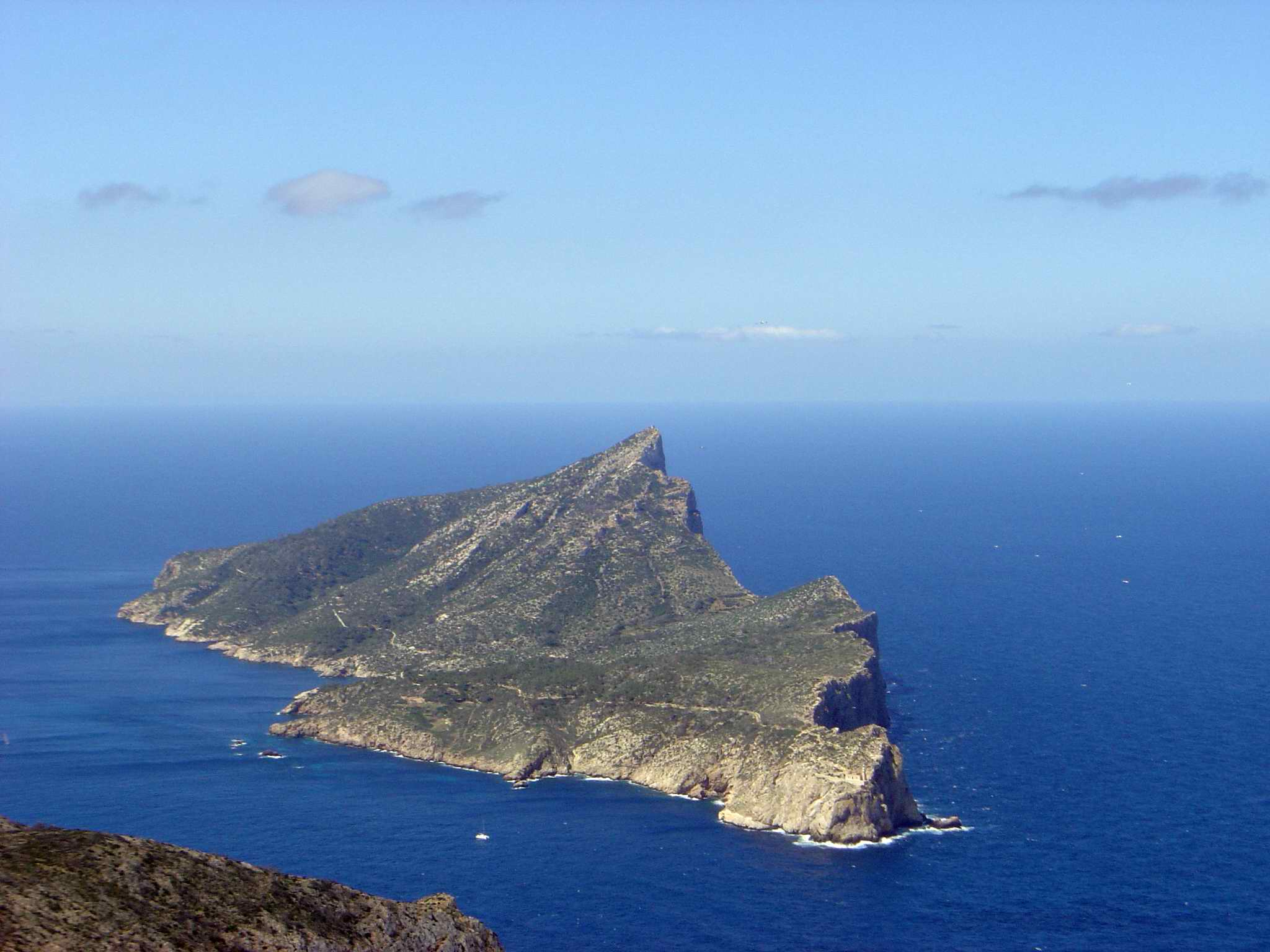
El perfil de la Dragonera ha estat comparat amb el d'un drac

El nom de la Dragonera, documentat per primera vegada el segle xiii, tradicionalment s'havia relacionat amb l'abundància de sargantanes, o bé amb el perfil escarpat de l'illa, semblant a un drac. En canvi, sembla que en realitat cal relacionar-lo amb tot un seguit de topònims semblants arreu de la Mediterrània que remeten a un mot llatí traco, -onis, documentat per primera vegada en Isidor de Sevilla i Beda el Venerable, amb el significat de ‘cavitat subterrània’ i relacionat amb el castellà tragar ‘engolir’. Aquest topònim hauria sorgit en referència a la Cova de la Font o Cova del Moro, un punt clau per l'abastiment d'aigua a l'illa que ja era conegut de temps antics, ateses les restes arqueològiques identificades ja en el segle iv aC. Així doncs, hauria estat la Cova de la Font la que hauria donat nom a l'illa.

## Història
Hi ha restes de poblament ja en època talaiòticaa la Cova de la Font i també a Cala Lledó.
En el Repartiment, l'illa va correspondre a la porció del Bisbe de Barcelona, i va pertànyer a aquest bisbat fins a 1811.
Gràcies a la seva situació i a la seva gran alçada (360 m), la Dragonera sempre ha estat un indret clau per la vigilància de tota la zona del Ponent de Mallorca. Ja al segle xiv consta que hi havia una guàrdia de talaiers que vigilaven la costa i es comunicaven amb el Cap del Llamp i amb Trefalempa. La presència de pirates i corsaris fou habitual a la Dragonera, i particularment a partir del segle xvi, quan la presència dels corsaris otomans es feu omnipresent a la Mediterrània. L'atractiu principal de l'illa eren les fonts d'on les naus es podien abastir d'aigua dolça.
Així doncs, el 1530 consta un atac de corsaris otomans que capturaren diverses persones, i un any més tard el corsari Barba-rossa convertí la Dragonera en centre de les seves operacions de saqueig a Mallorca; per la seva banda, el corsari Dragut s'arrecerà el 1550 a la Dragonera amb total impunitat. Anys més tard es produïren diversos saquejos a la vila d'Andratx en els quals els corsaris feren servir la Dragonera com a centre d'operacions: el el desambarcament a la Palomera de 1555 i el desembarcament al Port d'Andratx de 1578.
Davant la constància dels atacs, es resolgué la construcció de dues torres per vigilar l'arribada de vaixells enemics i poder-hi tenir artilleria pesant per contraatacar. El 1580, doncs, es construí la torre de na Pòpia, al punt més alt de l'illa, i la torre de Llebeig, per evitar un possible desembarcament a Cala Llebeig.
El segle xix, l'illa fou propietat de la família Villalonga, que la mantengué fins a 1934, quan fou comprada per Joan March. El 1939 tornà durant un breu temps als Villalonga, i el 1941 l'adquirí Joan Fleixas.
En un decret governamental dictat l'any 1972, l'illa fou declarada sota la protecció de l'Estat com a paisatge historicoartístic i pintoresc; tanmateix, el maig de 1974 la comprà l'empresa Patrimonial Mediterrània SA (Pamesa) per 300 milions de pessetes, i dos anys després l'Ajuntament va aprovar el seu pla general, al qual mesos més tard seguirien els plans parcials i especial de l'illa, promoguts per la urbanitzadora. El 7 de juliol de 1977, el grup llibertari mallorquí Terra i Llibertat va ocupar l'illa per evitar-ne la urbanització i defensar que romangués com a illa verge.
En 1977 va començar un complex procés judicial amb un primer recurs i, finalment, després que s'aturàs judicialment el pla d'urbanització de l'illa el 1987, el Consell de Mallorca va comprar l'illa el 1987. El 26 de gener de 1995 el Govern de les Illes Balears va declarar l'illa com a Parc Natural a través del decret 7/1995 de 26 de gener. Encara avui, l'illa roman deshabitada.